# 西長野
西長野（にしながの）は、長野県長野市の市街地北西部にある地域（大字）。
西長野町・新諏訪町が属するが、長野市街地内の町（通称名）については住所表示の際に「大字○○」を省くことが多く、郵便番号もそれぞれ単独で与えられている。また、町名（通称名）のほか「袖長野」「塚原」といった小字があるが、これらは原則用いない（省略する）ことが長野市の慣例となっている。つまり、長野市立西部中学校西側の県有地を例にとると以下の3通りの表し方があった。
- 長野市大字西長野新諏訪町***－**
- 慣例による（大字を省略しない）表記
- 長野市新諏訪町***－**
- 慣例による（大字を省略した）表記
- 長野市大字西長野字日照田***－**
- 登記などに用いる表記

しかしながら、こうした慣例は市外から来た者にとってわかりにくく、また町名（通称名）が収載されていない地図も多く混乱を来してきたため、長野市は2010年（平成22年）に新諏訪地区について住居表示を施行した。ただし新諏訪地区以外の大字長野・大字南長野・大字鶴賀などでは、依然として上記のような複雑な住所表示が続いている。
全域が長野市役所（本庁直轄）第一地区の管内である。
なお本項では、住居表示を施行した新諏訪についても扱う。大字長野にまたがる往生地については、長野 (長野市)#往生地を参照。

## 概要
西長野は、長野市街地の北西の外れに位置する閑静な住宅地域である。
裾花川の谷口に位置し、地域は扇形に広がる。北西部は葛山の山地である。中央部を国道406号が東西に横切る。周囲は以下の大字・町丁と接する。
明治初期には長野県庁舎が置かれ、周辺は官庁街となったが、1908年（明治41年）の火災で焼失し、転出。その後は長野師範学校とその附属小学校、旧制長野中学校が残り、一帯は文教地区となった。
現在でも長野師範学校の後身の信州大学長野（教育）キャンパスがあり、周辺は小さなアパートなどが多い小さな学生街となっている。

### 沿革
大字西長野と新諏訪一・二丁目の範囲は、概ね1881年（明治14年）時点の上水内郡西長野町の範囲に相当する。
旧腰村〜西長野町の歴史
- 江戸時代 - 前身の腰村は、松代藩領であった
- 1871年（明治4年）7月14日 - 廃藩置県により松代県の所属となる。
- 1871年（明治4年）11月20日 - 松代県が（旧）長野県ほかと統合され、（新）長野県が発足。長野県水内郡腰村となる
- 1874年（明治7年）10月20日 - 腰村西長野町に長野県庁新庁舎が完成し、長野村西町から移転
- 1879年（明治12年）1月4日 - 郡区町村編制法施行。腰村は上水内郡に属する
- 1881年（明治14年）11月10日 - 上水内郡腰村、上水内郡西長野町となる
- 1887年（明治20年）10月25日 - 西長野町に、長野県尋常師範学校（現 信州大学教育学部）が新築、長門町から移転。同年12月に隣接して附属小学校（現 信州大学教育学部附属長野小学校）が開校
- 1889年（明治22年）4月1日 - 上水内郡西長野町、同郡南長野町・鶴賀町・茂菅村とともに上水内郡長野町に編入
- 1893年（明治26年）9月 - 長野町西長野町に、長野県尋常中学校長野支校（のち1899年より長野県立長野中学校、現 長野県長野高等学校）上野丘キャンパスが完成し、城山から移転
- 1897年（明治30年）4月1日 - 市制施行。長野市となる。旧西長野町域は、大字西長野となる

長野市西長野の歴史
- 1908年（明治41年）5月10日 - 西長野町の長野県庁が焼失。のち、1913年（大正2年）に妻科へ転出
- 1914年（大正3年）4月1日 - 西長野町に、加茂尋常小学校（現 長野市立加茂小学校）が開校
- 1936年（昭和11年）
  - 4月1日 - 西長野町から分区し、新諏訪町が起立
  - 11月22日 - 善光寺白馬電鉄（南長野〜善光寺温泉東口）が開通し、地区西部を通過する。新諏訪町（現 新諏訪一丁目）に、信濃善光寺駅が置かれる。のち、1944年（昭和19年）に不要不急線として休止
- 1940年（昭和15年）4月16日 - 西長野町の（旧制）長野県長野中学校が、上松（現 上松一丁目）の現在地（金鵄ヶ台キャンパス）に転出
- 1941年（昭和16年）4月1日 - 西長野町・狐池（大字長野）から分区し、往生地が起立
- 1947年（昭和22年）4月1日 - 西長野町に、官立長野師範学校附属中学校（現 信州大学教育学部附属長野中学校）が開校
- 1949年（昭和24年）5月31日 - 長野師範学校が新制信州大学となり、西長野町の校地は信州大学長野（教育）キャンパスとなる
- 1950年（昭和25年）4月1日 - 新諏訪町（現 新諏訪一丁目）に、長野市立西部中学校が開校
- 1980年（昭和55年）12月1日 - 西長野町の信州大学教育学部附属長野中学校が南堀の現在地へ転出
- 1997年（平成9年）4月1日 - 西長野町の信州大学教育学部附属長野小学校が南堀の現在地へ転出
- 2001年（平成13年）2月 - 中央消防署桜枝町分署が桜枝町から西長野町に移転。西長野分署となる
- 2006年（平成18年）10月18日 - 西長野町の長野聖救主教会が、国の登録有形文化財に登録
- 2010年（平成22年）2月15日 - 住居表示施行。大字西長野・大字南長野の各一部が新諏訪一・二丁目となる
- 2010年（平成22年）6月1日 - 長野市地域公共交通総合連携計画に基づき、地区内で長野市乗合タクシー 西長野・上松線（コバヤシスーパー - 西友長野北店）の運行開始
- 2017年（平成29年）5月1日 - 西長野町の中央消防署西長野分署廃止。同分署から150mほどのところ（旭町）に中央消防署（本署）が新築移転してきたことによる
- 2024年（令和6年）3月6日 - 西長野町の加茂神社の本殿などが、国の登録有形文化財に登録

## 新諏訪町
新諏訪町（しんすわちょう）は、長野市街地の北西の郊外に広がる町。新諏訪一・二丁目がある。郵便番号は住居表示実施地区・未実施地区ともに380-0873。
裾花川の谷口に位置する。国道406号（鬼無里街道）が町の中央部を東西に横切り、一丁目と二丁目との境を成す。周囲は以下の大字・町丁と接する。
1882年（明治15年）の加茂神社・諏訪神社氏子間の合意を基に、1936年（昭和11年）4月に西長野町から分かれて起立した町で、町名は諏訪神社に由来する旧腰村の字から名付けられた。その後、長野市の慣例的な住所表示のわかりにくさから、裾花川沿いの里島発電所付近や北側の頼朝山付近を除いて2010年（平成22年）2月に住居表示が施行された。

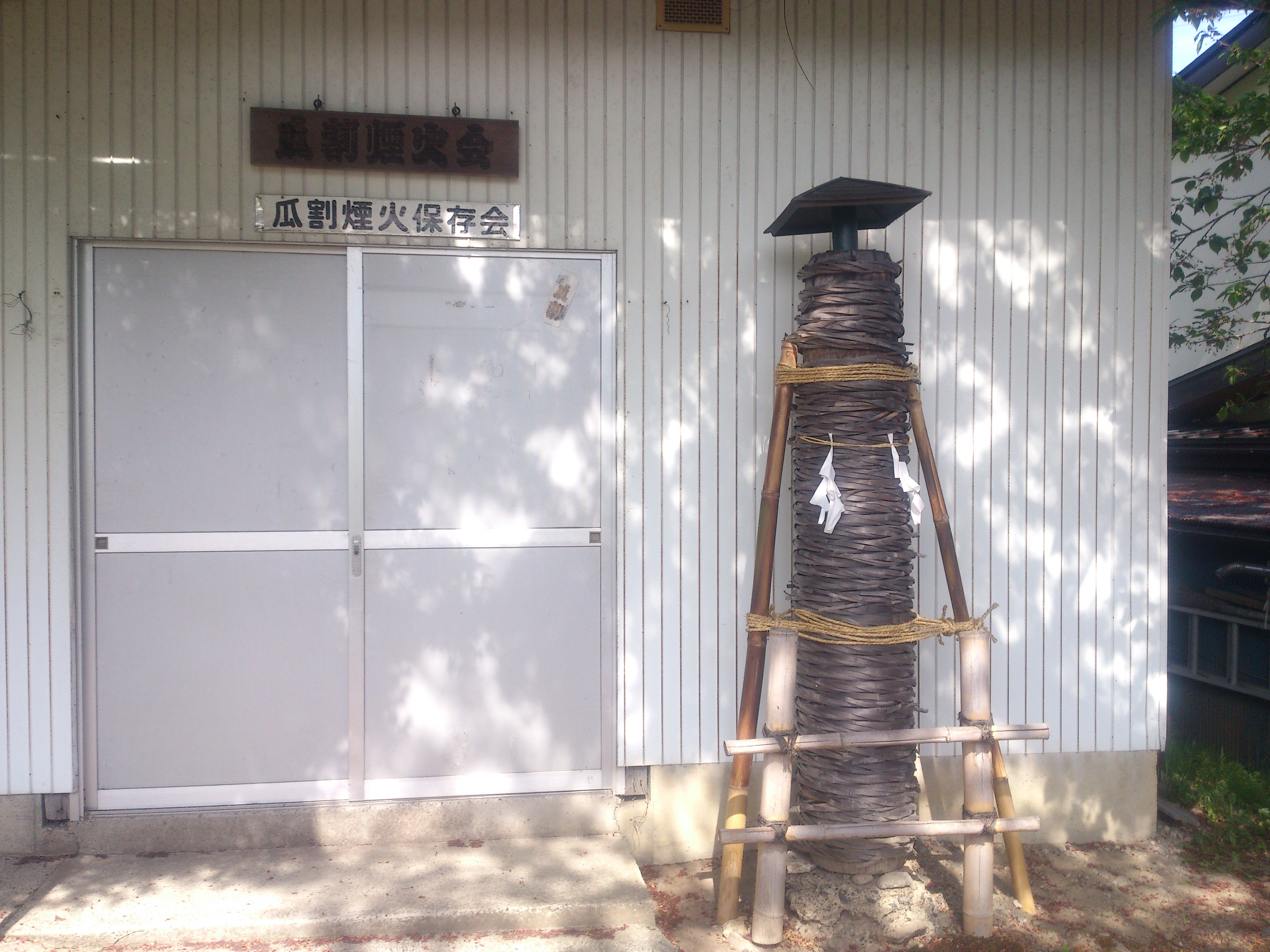
諏訪神社前にある瓜割煙火倉庫（新諏訪二丁目）

二丁目の諏訪神社には煙火奉納の風習がある。1836年（天保7年）に疫病が流行った際、硫黄・硝石の香りに効能があるとして奉納された「杜煙火」が始まりといい、以後毎年秋祭の折に奉納されている。終戦後も全国の先陣を切って1945年（昭和20年）9月に花火を打ち上げたが、翌月にはGHQにより火薬製造が禁じられることとなった。現在の演目は御神前・手牡丹・立火・額火・仕掛・瓜割の華・清瀧・スターマイン・大綱火など。1998年（平成10年）には「瓜割煙火」として長野市選択無形民俗文化財に選択された。
地区内の人口及び世帯数は以下の通り（令和5年3月1日現在）。
|              | 世帯数  | 人口    |
| ------------ | ------- | ------- |
| 新諏訪一丁目 | 532世帯 | 977人   |
| 新諏訪二丁目 | 178世帯 | 375人   |
|              |         |         |
| 計           | 710世帯 | 1,352人 |

### 交通
路線バス
国道406号（鬼無里街道）を走るアルピコ交通（川中島バス）の以下の路線系統が利用できる。
- アルピコ交通（川中島バス）
  - 73 長野駅 - 戸隠中社
  - 74 長野駅 - 鬼無里
  - 79 長野駅 - 西裾花台団地

### 施設

#### 新諏訪一丁目
- 長野市立西部中学校
- 長野市立加茂保育園
- 善光寺白馬電鉄 信濃善光寺駅跡 - 1944年（昭和19年）休止、1969年（昭和44年）廃止。現在駅遺構は残っていないが、付近の裾花川に橋脚が残る

#### 新諏訪二丁目
- 諏訪神社 - もと腰村新諏訪組の産土神で、諏訪大明神と称していたが、1880年（明治13年）に諏訪神社と改称。1936年（昭和11年）に新諏訪町が西長野から分区した際、同町の産土神となり、1995年（平成7年）社殿を改修して記念誌を発行した。善光寺七名所・七清水の瓜割清水がある。境内社に養蚕神[8]。

#### 大字西長野新諏訪町
- 中部電力里島水力発電所

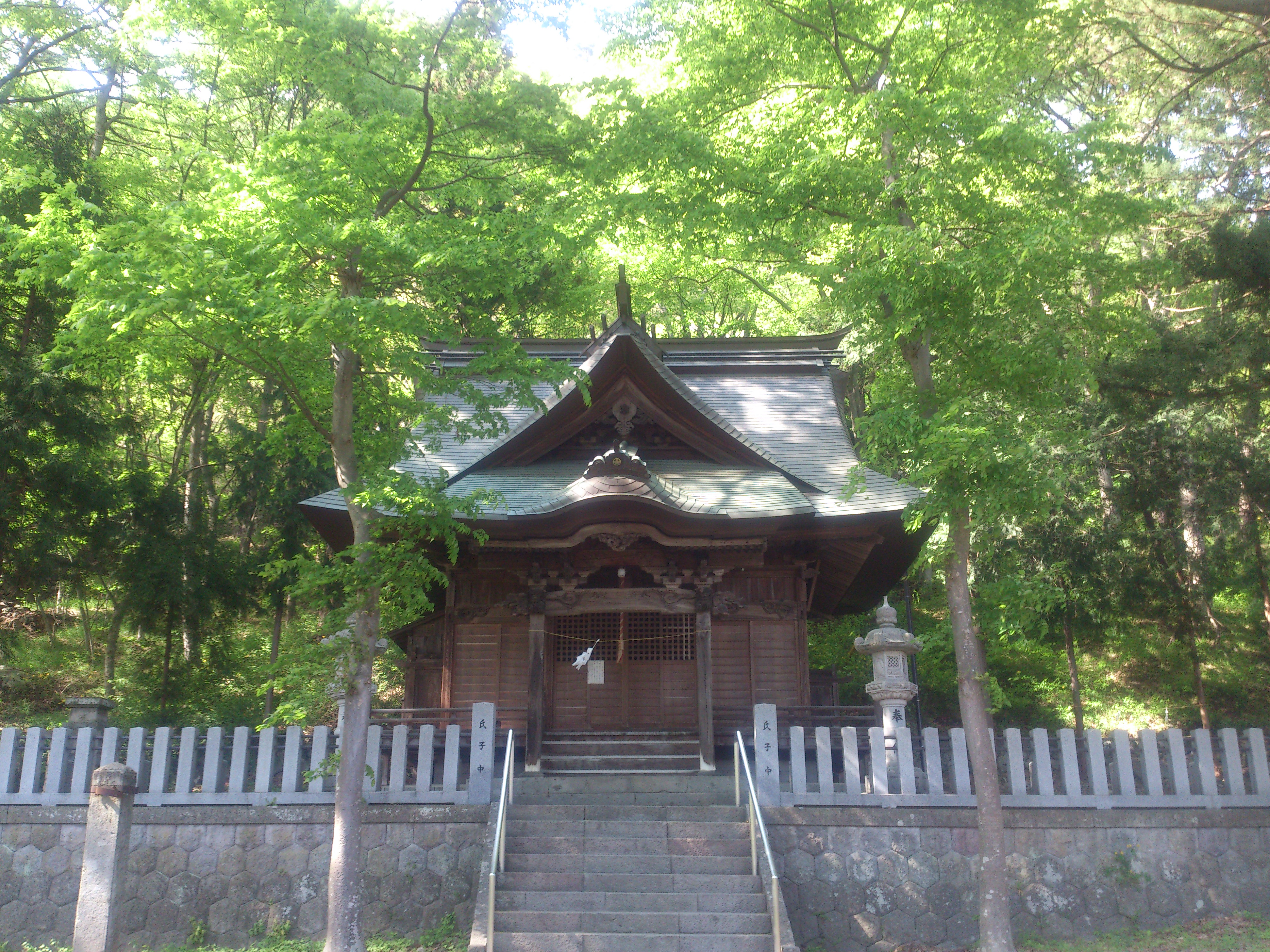
諏訪神社（新諏訪二丁目）
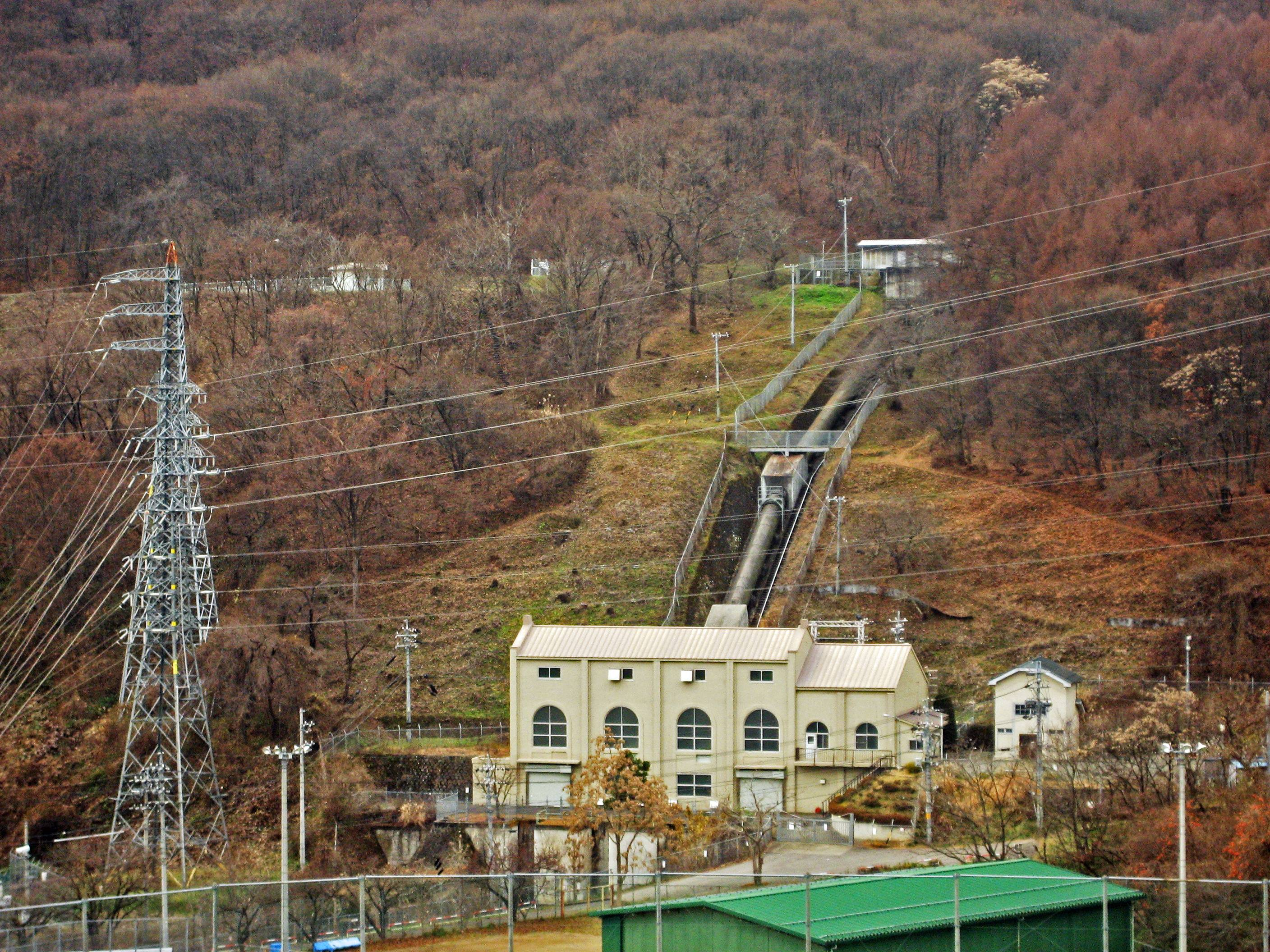
里島水力発電所（大字西長野新諏訪町）

## 西長野町
西長野町（にしながのちょう）は、信州大学教育学部を中心に広がる町。郵便番号は380-0871。
国道406号（鬼無里街道）が町の中央部を東西に横切っている。周囲は以下の町丁と接する。
旧西長野町から、1936年（昭和11年）に新諏訪町を、1941年（昭和16年）に往生地を分けた残部（加茂神社氏子）を町域とする。町域の多くは閑静な住宅街であり、以前の大町街道である桜枝町通り沿いには桜枝町同様に古い商店が立ち並ぶ。
現在の信州大学教育学部の地に、1874年（明治7年）から1908年（明治41年）の焼失まで、長野県庁が置かれていた。その後1913年（大正2年）に妻科の現在地に新築・移転された。
地区内の人口及び世帯数は、533世帯 1,021人（令和5年3月1日現在）。

### 交通
路線バス
国道406号（鬼無里街道）を走るアルピコ交通（川中島バス）・ぐるりん号の以下の路線系統が利用できる。
- アルピコ交通（川中島バス）
  - 41 長野駅 - 自治会館
  - 73 長野駅 - 戸隠中社
  - 74 長野駅 - 鬼無里
  - 79 長野駅 - 西裾花台団地
- ぐるりん号
  - C 市街地循環ぐるりん号

### 施設
- 信州大学長野（教育）キャンパス
- 長野聖救主教会 - 登録有形文化財
- 長野県自治会館
- 長野市立加茂小学校
- 加茂神社 - 登録有形文化財
- 清涼山薬師院西光寺 - 浄土宗の寺院で本尊は阿弥陀如来。1713年（正徳3年）善光寺本堂～山門間の敷石を寄進した。寺の入り口右側に善光寺七名所の七清水・夏目清水がある[9]。

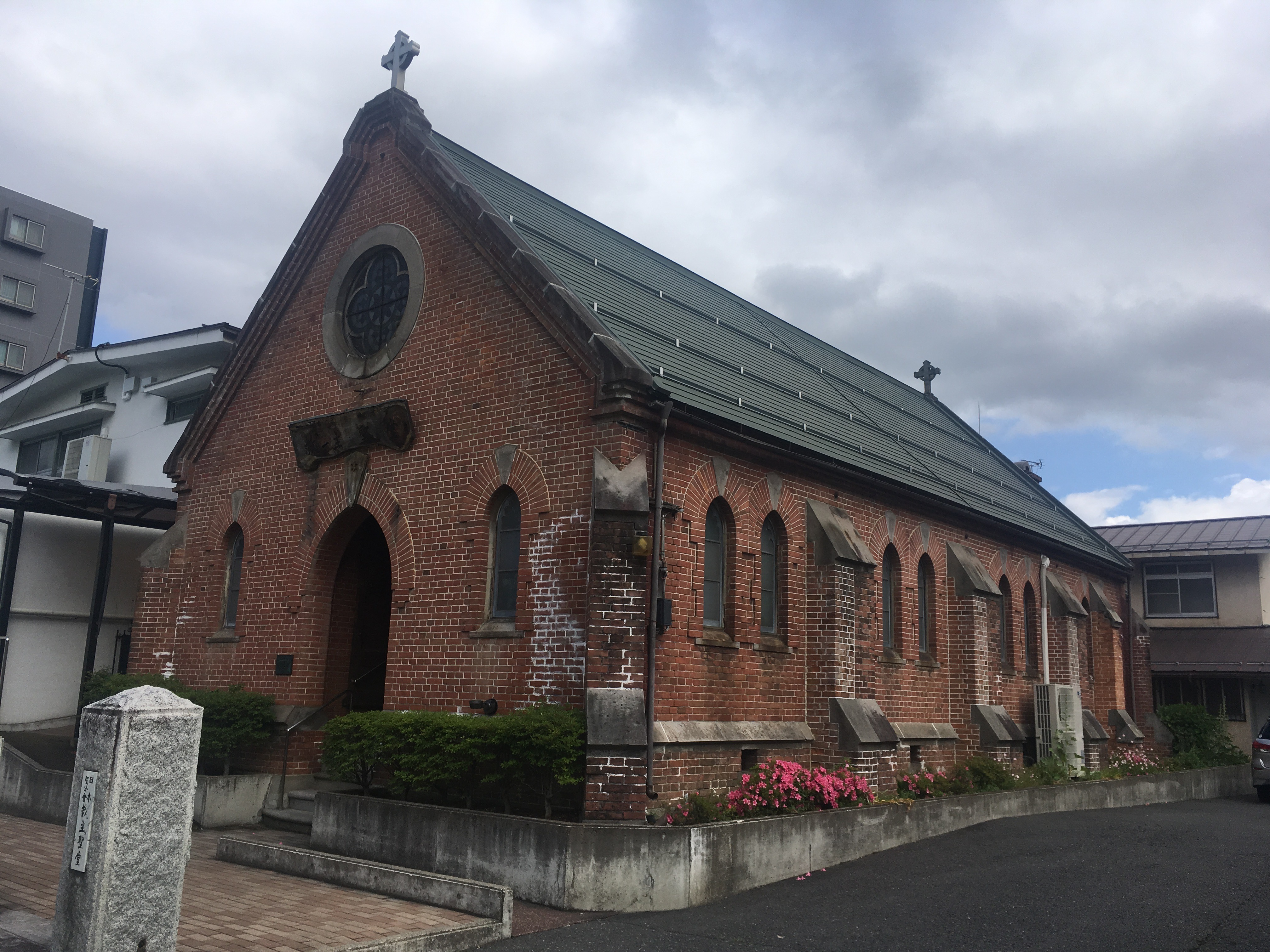
長野聖救主教会
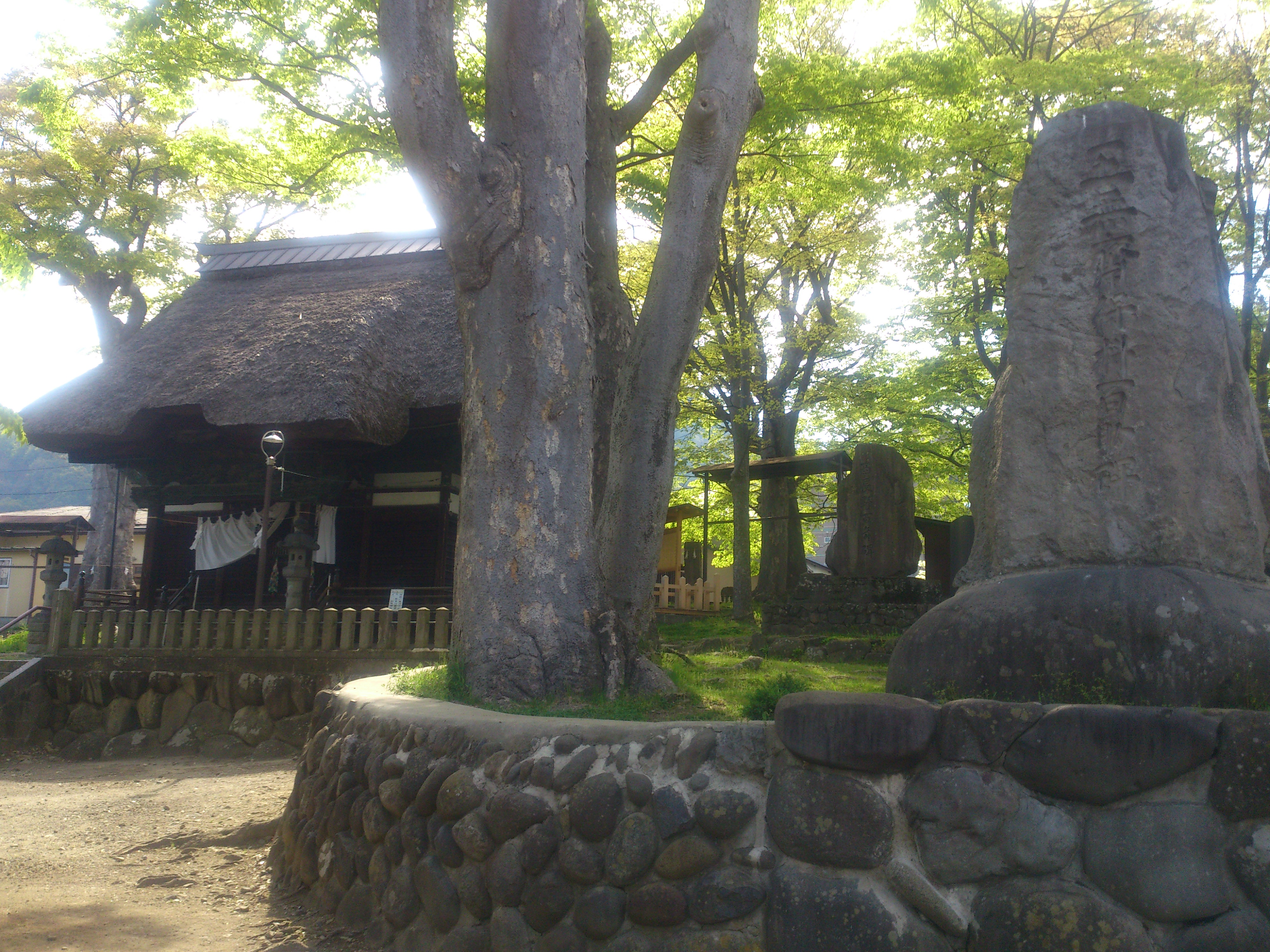
加茂神社
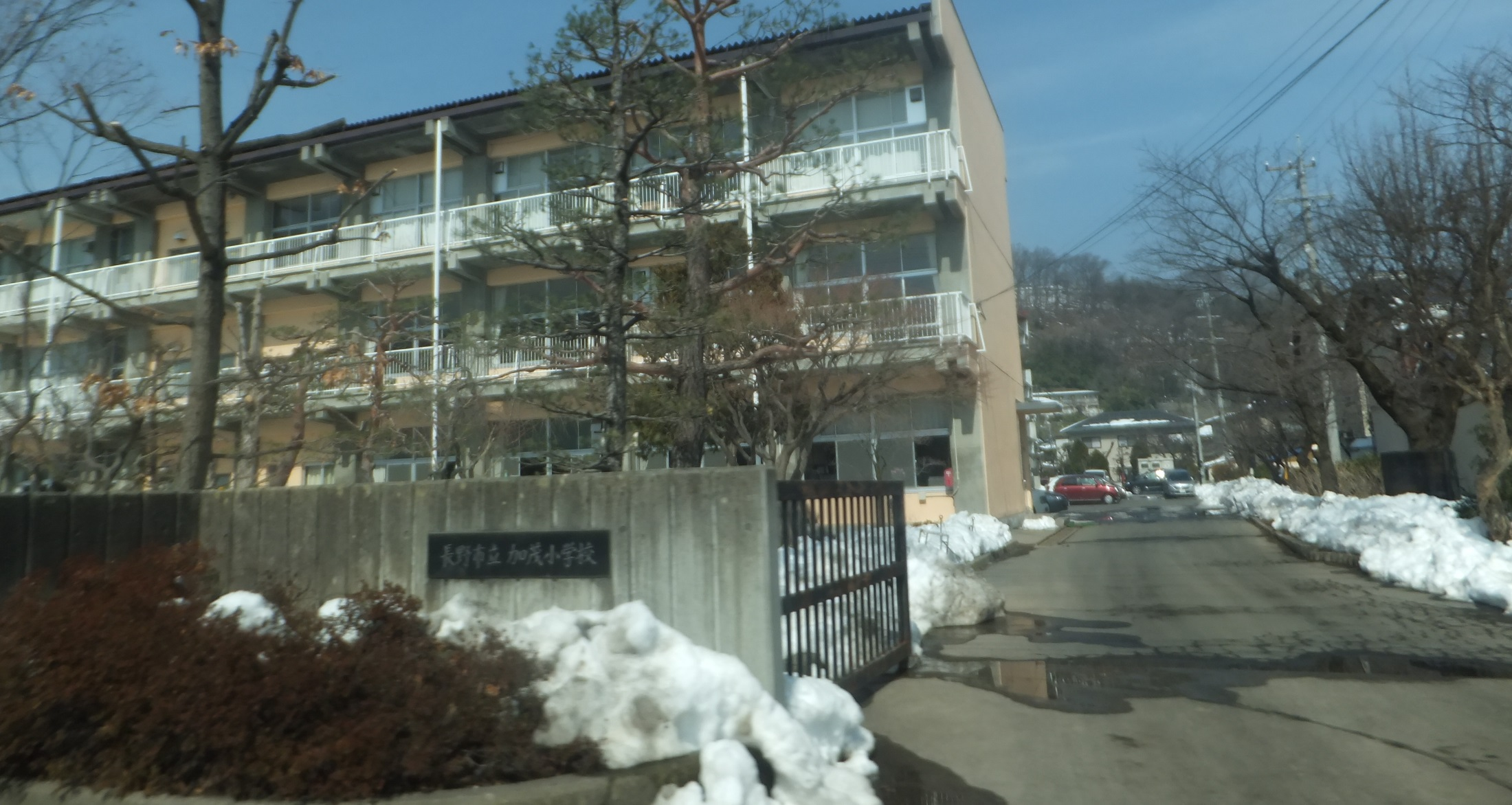
長野市立加茂小学校